# Josephine Zehnder-Stadlin
Josephine Zehnder-Stadlin, geb. Stadlin (* 19. März 1806 in Zug; † 26. Juni 1875 in Zürich), war eine Schweizer Pädagogin.

## Leben
Josephine Stadlin wurde 1806 als Tochter des Arztes Franz Karl Stadlin (1777–1829) in ein liberales, der Bildung und Aufklärung nahestehendes Elternhaus geboren. Sie besuchte das Frauenkloster von Zug und erhielt später eine Ausbildung zur Weissnäherin und Schneiderin.
Nachdem ihr Vater 1829 starb, sorgte sie für den Lebensunterhalt ihrer acht jüngeren Geschwister, zu denen der spätere Ingenieur Franz Karl Stadlin gehörte. Sie eröffnete eine Nähschule, wo sie junge Mädchen erst im Nähen, später auch im Lesen und Schreiben unterrichtete.
Von 1831 bis 1834 ließ sie sich am Töchterinstitut in Yverdon von Rosette Niederer-Kasthofer nach den Konzepten von Johann Heinrich Pestalozzi zur Lehrerin ausbilden. Unter dem Einfluss ihrer Tante Elise Ruepp und ihres Freundes Augustin Keller ging Stadlin anschließend nach Aarau, um dort am Töchterinstitut zukünftige Lehrerinnen in Deutsch, Französisch, Geschichte und Geographie zu unterrichten. Sie nahm ihre Mutter zu sich und gründete in Aarau einen eigenen Haushalt, in dem sie jungen Mädchen Privatunterricht erteilte.
1839 gründete sie das private Lehrerinnenbildungsinstitut Olsberg, musste das Projekt aber nach zwei Jahren aufgeben und zog nach Zürich um, wo ihr Institut rasch an Bekanntheit und Schülerzahl zunahm. Stadlin selbst unterrichtete die Fächer Pädagogik, Deutsch und Religion, während sie für die weiteren Fächer andere Lehrkräfte einstellte. Obwohl selbst Katholikin, stand ihre Schule auch Frauen evangelischer Konfession offen.
Neben ihrer pädagogischen Arbeit bildete sie sich selbst stetig weiter. So gehörte sie zu den ersten Frauen, die – mittels einer Spezialbewilligung der Erziehungsbehörde – Vorlesungen an der Universität Zürich hören konnte.
Von 1845 bis 1850 publizierte Stadlin Die Erzieherin, eine Zeitschrift für weibliche Bildung. Sie gründete den Verein Schweizerischer Erzieherinnen und richtete ein Seminar mit Musterschule zur Bildung von Lehrerinnen ein.
Diese für die damalige Zeit ungewöhnlich emanzipierten Aktivitäten führten zu Kritik an dem Seminar. Zudem verließen zunehmend katholische Schülerinnen das Institut. Diese Probleme bewogen Stadlin 1853 dazu, Seminar und Institut aufzugeben. Stattdessen widmete sie sich verstärkt dem Schreiben pädagogischer Texte. Ihre umfangreichste Publikation war ein siebenbändiges Werk über Pestalozzi, an dem sie elf Jahre lang arbeitete, dessen erster Band jedoch erst nach ihrem Tod erschien.
1858 heiratete sie den verwitweten Politiker und Arzt Hans Ulrich Zehnder.
Der Nachlass Josephine Zehnder-Stadlins befindet sich in der Handschriftenabteilung der Zentralbibliothek Zürich.

## Werke
- 1850 Die Musterschule am schweizerischen weiblichen Seminar, ein Beitrag zur Begründung einer Schule der Natur und des Lebens
- 1853 Morgengedanken einer Frau
- 1856 Die Erziehung im Lichte der Bergpredigt
- 1863 Pädagogische Beiträge
- 1875 Pestalozzi; Idee und Macht der menschlichen Entwickelung. Thienemann, Gotha 1875